# Liste der Monuments historiques in Docelles
Die Liste der Monuments historiques in Docelles führt die Monuments historiques in der französischen Gemeinde Docelles auf.

## Liste der Objekte
| Bezeichnung                     | Beschreibung | Standort                        | Kennzeichnung | Schutzstatus | Datum | Bild |
| ------------------------------- | --- | ------------------------------- | ------------- | ------------ | ----- | ---- |
| Linker Seitenaltar              | Altartisch und Retabel; Holz, farbig gefasst und vergoldet, zwischen 1732 und 1734                                | in der Kirche St-Valbert (Lage) | PM88000234    | Classé       | 1982  |      |
| Chorgestühl und Wandvertäfelung | Holz, teilweise bemalt und vergoldet, zwischen 1732 und 1734                                                      | in der Kirche St-Valbert (Lage) | PM88000233    | Classé       | 1982  |      |
| Kanzel                          | Holz, teilweise bemalt und vergoldet, zwischen 1732 und 1734                                                      | in der Kirche St-Valbert (Lage) | PM88000237    | Classé       | 1982  |      |
| Hauptaltar                      | Altartisch mit Altaraufbau, Tabernakel und Exposition; Holz, farbig gefasst und vergoldet, zwischen 1732 und 1734 | in der Kirche St-Valbert (Lage) | PM88000232    | Classé       | 1982  |      |
| Rechter Seitenaltar             | Altartisch und Retabel; Holz, farbig gefasst und vergoldet, zwischen 1732 und 1734                                | in der Kirche St-Valbert (Lage) | PM88000235    | Classé       | 1982  |      |
| Taufbecken                      | Stein und Holz, zwischen 1732 und 1734                                                                            | in der Kirche St-Valbert (Lage) | PM88000236    | Classé       | 1982  |      |